# Standard ML
Standard ML (SML) est un langage de programmation généraliste, modulaire, fonctionnel. Il est doté d'un système de typage statique fort par inférence de types.
SML descend directement du langage ML.
Il existe de nombreuses implémentations de SML, dont le Standard ML of New Jersey, Concurrent ML, MLton, MLWorks, Moscow ML et Poly/ML.